# Ignasi Pinazo i Martínez
Ignasi Pinazo i Martínez (València, 1883 - Godella, 1970) va ser un escultor valencià, fill del també artista Ignasi Pinazo i Camarlench.

## Trajectòria

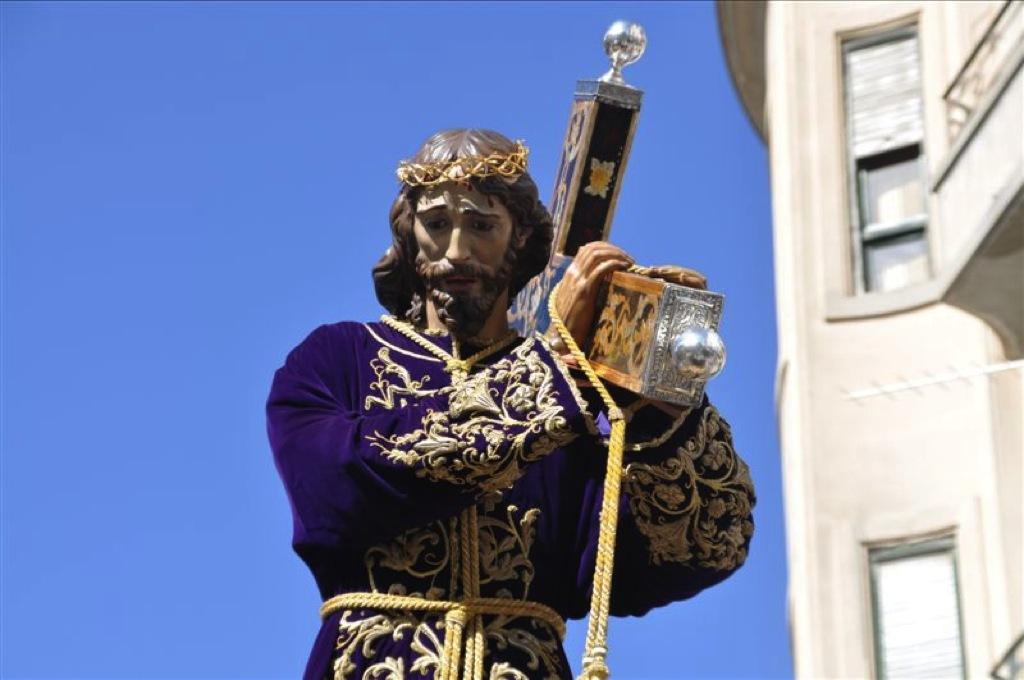
Imatge del Nostre Pare Jesús Natzarè a la Setmana Santa de Cieza (Múrcia).

Als 9 anys va començar la seva carrera artística de la mà del seu progenitor, i posteriorment va estudiar a la Reial Acadèmia de Belles Arts de Sant Carles, a València, fins que va abandonar els seus estudis per dedicar-se a l'escultura.
L'any 1900 es va traslladar a Madrid on ingressaria al Taller de Marià Benlliure. Quatre anys després va tornar a la seva ciutat natal on va obtenir una pensió de la Diputació de València per a seguir amb la carrera a Roma. Una de les seves primeres obres va ser El gravador Esteve. El 1915 va obtenir la segona medalla a l'Exposició Nacional de Belles Arts, a Madrid, per l'escultura El Saque, amb la qual també obtingué una pensió de la mateixa institució per a Roma i París. L'any 1948 va guanyar la primera medalla amb l'obra Enigma. Altres obres seves, de bronze, marbre o fusta, que destaquen són: Edetana, Flor de València, Tio Quico, L'alcalde de Benifaraig, Roseta, Llevantina, Tors o Obsessió, gairebé totes elles localitzades al Museu de Belles Arts de València. Part del seu ventall artístic d'obres és sobre talles, icones i imatges religioses. També són d'ell els monuments al seu pare i al mestre Alonso a Godella i a València, respectivament. L'any 1970 va morir a Godella (Horta Nord).